# Kanton Baignes-Sainte-Radegonde
Der Kanton Baignes-Sainte-Radegonde war von 1790 bis 2015 ein französischer Wahlkreis im Département Charente und in der damaligen Region Poitou-Charentes. Er umfasste acht Gemeinden im Arrondissement Cognac; sein Hauptort (frz.: chef-lieu) war Baignes-Sainte-Radegonde. Die landesweiten Änderungen in der Zusammensetzung der Kantone brachten im März 2015 seine Auflösung. Vertreterin im conseil général des Départements war zuletzt von 2013 bis 2015 Véronique Baudet.

## Gemeinden
| Gemeinde                      | Einwohner Jahr | Fläche km² | Bevölkerungsdichte | Postleitzahl | Code INSEE |
| ----------------------------- | -------------- | ---------- | ------------------ | ------------ | ---------- |
| Baignes-Sainte-Radegonde      | 1291 (2013)    | –          | – Einw./km²        | 16360        | 16025      |
| Bors (Canton de Charente-Sud) | 123 (2013)     | –          | – Einw./km²        | 16360        | 16053      |
| Chantillac                    | 301 (2013)     | –          | – Einw./km²        | 16360        | 16079      |
| Condéon                       | 584 (2013)     | –          | – Einw./km²        | 16360        | 16105      |
| Lamérac                       | 200 (2013)     | –          | – Einw./km²        | 16300        | 16179      |
| Le Tâtre                      | 391 (2013)     | –          | – Einw./km²        | 16360        | 16380      |
| Reignac                       | 669 (2013)     | –          | – Einw./km²        | 16360        | 16276      |
| Touvérac                      | 688 (2013)     | –          | – Einw./km²        | 16360        | 16384      |